# Brachyhypopomus janeiroensis
Brachyhypopomus janeiroensis är en fiskart som först beskrevs av Costa och Campos-da-paz 1992.  Brachyhypopomus janeiroensis ingår i släktet Brachyhypopomus och familjen Hypopomidae. Inga underarter finns listade.